# Podokręg Kowno ZWZ
Podokręg Kowno ZWZ – jeden z elementów struktury Związku Walki Zbrojnej.
Komenda Okręgu Wileńskiego, wysoko ceniąc patriotyzm kowieńskich Polaków, widziała we współpracy z nią liczne korzyści dla działalności konspiracyjnej ZWZ. Zdecydowała nadać współpracy formę bardziej zorganizowaną i skoordynowaną. Podokręg utworzono w sierpniu 1940 roku w miejsce funkcji delegata ZWZ na Kowno. Przekształcony w Inspektorat E Okręgu AK Wilno.

## Działania konspiracyjne
Działalność konspiracyjna skupiała się przede wszystkim na: 
- utrzymaniu systemu łączności między Kownem a Wilnem
- organizowaniu przerzutów kurierów między Wilnem a Warszawą przez Prusy Wschodnie i Suwałki
- utrzymywaniu systemu obserwacji transportów kolejowych przebiegających przez teren Litwy
- udzielaniu wszechstronnej pomocy polskim wojskowym – uciekinierom z obozów internowania
- kolportowaniu polskiej prasy podziemnej
- szkoleniu wojskowym i dywersyjnym członków konspiracji.

Na skutek aresztowań wiosną 1941, działalność konspiracyjna uległa znacznemu ograniczeniu.

## Podział organizacyjny i obsada personalna
Dowództwo (w marcu 1941) 
- Komendant – ppor. Zbigniew Jentys ps. „Habdank"
- Zastępca komendanta ds. wojskowych – rtm. Wincenty Chrząszczewski ps. „Kruk”
- Zastępca komendanta ds. politycznych – dr Stanisław May ps. „Dziadzio”
- Szef oddziału organizacyjnego – Tadeusz Kognowicki ps. „Złoty”
- Szef łączności zewnętrznej – Stanisław Mikulicz (z Kowna), Eryk Budzyński ps. „Brankard” (z Bydgoszczy),
- Kwatermistrz – Józef Majewski ps. "Literat"
- Szef oddziału propagandy i prasy – Zygmunt Ugiański ps. "Redaktor"
- Komendant wojskowy garnizonu Kowno – por. KOP Kazimierz Wędzicha ps. „Grzegorz”, „Jakub”.

Obwody
- Obwód Kowno – Mieczysław Turkiewicz ps. „Szofer”[1]
- Obwód Kiejdany – chor. Franciszek Madoński ps. „Pochmurny,”
- Obwód Szawle – Teodor Nagurski  ps. „Michał”[2]